# 聖阿爾貝托 (塞薩爾省)
聖阿爾貝托是哥倫比亞的城鎮，位於該國東北部，由塞薩爾省負責管轄，距離首府巴耶杜帕爾350公里，始建於1955年5月20日，面積676平方公里，海拔高度2,600米，2005年人口19,334。

## 外部連結
- San Alberto official website

7°45′09″N 73°23′21″W / 7.7525°N 73.3892°W